# Sinovenator
A Sinovenator (jelentése 'kínai vadász', a latin venator 'vadász' és a görög Σινάι / Szinhai 'Kína, kínai' szavak összetételéből) a troodontida dinoszauruszok egyik neme, amely a kora kréta időszakban élt Kínában. Körülbelül csirkeméretű volt. Két fosszíliáját fedezték fel a kínai Yixian (Jihszien) Formáció korábbi, barremi korszakhoz tartozó, 128,2 millió évvel ezelőtti részében. A típusfajról, a Sinovenator changiiról Xu Xing (Hszü Hszing), Mark Norell, Wang Xiao-lin (Vang Hsziao-lin), Peter Makovicky és Wu Xiao-chun (Vu Hsziao-csun) készített leírást 2002-ben.
A típuspéldány, az IVPP 12615 jelzésű lelet egy részleges koponya és egy széttagolt csontváz. A kapcsolódó példány, az IVPP 12583 nem teljes, de a koponya alatti (posztkraniális) része összefüggő. Mindkét fosszília a Gerinces Őslénytani és Ősantropológiai Intézet gyűjteményében, Pekingben található.
A Sinovenator egy bazális troodontida volt. Hasonló tulajdonságokkal rendelkezett, mint a legkezdetlegesebb dromaeosauridák és az Avialae klád tagjai, ami azt jelzi, hogy a Paraves e három tagja közös őssel rendelkezett.

## Fordítás
- Ez a szócikk részben vagy egészben a Sinovenator című angol Wikipédia-szócikk ezen változatának fordításán alapul.  Az eredeti cikk szerkesztőit annak laptörténete sorolja fel. Ez a jelzés csupán a megfogalmazás eredetét és a szerzői jogokat jelzi, nem szolgál a cikkben szereplő információk forrásmegjelöléseként.